# Lariniaria argiopiformis
Genre
Espèce
Synonymes
- Larinia argiopiformis Bösenberg & Strand, 1906
- Larinia punctifera Bösenberg & Strand, 1906

Lariniaria argiopiformis, unique représentant du genre Lariniaria, est une espèce d'araignées aranéomorphes de la famille des Araneidae.

## Distribution
Cette espèce est se rencontre en Russie asiatique, en Chine, en Corée et au Japon,.

## Description

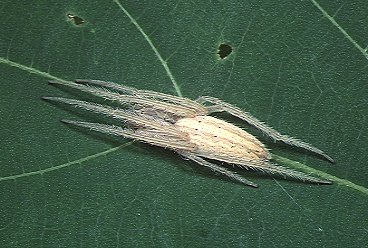
Lariniaria argiopiformis ♀

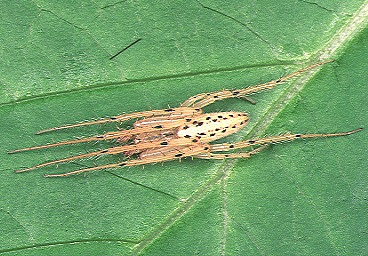
Lariniaria argiopiformis ♂

Le mâle mesure 7,80 mm et les femelles de 8,80 à 12,25 mm.

## Publications originales
- Bösenberg & Strand, 1906 : Japanische Spinnen. Abhandlungen der Senckenbergischen Naturforschenden Gesellschaft, vol. 30, p. 93-422 (texte intégral).
- Grasshoff, 1970 : Die Tribus Mangorini. II. Die neuen Gattungen Siwa, Paralarinia, Faradja, Mahembea und Lariniaria (Arachnida: Araneae: Araneidae-Araneinae). Senckenbergiana biologica, vol. 51, p. 409-423.